# Rol
Rol är en udde i Antarktis. Den ligger i Östantarktis. Argentina och Storbritannien gör anspråk på området.
Terrängen inåt land är mycket platt. Trakten är obefolkad. Det finns inga samhällen i närheten.